# Guatapará
Guatapará é um município brasileiro do estado de São Paulo, que faz parte da Região Metropolitana de Ribeirão Preto (RMRP). Sua população estimada pelo IBGE em 2024 era de 7.462 habitantes.

## História

Ponte Metálica de Guatapará, construída em 1901, ligando os ramais da Ferrovia Paulista S/A

O município de Guatapará começou a ser concebido em 1865, quando Martinho Prado da Silva Júnior, conhecido como Martinico Prado, criou uma avançadíssima fazenda de café que levou o nome de um gracioso e pequeno mamífero que existia em abundância na região: o veado-guatapará.
A história registra que apesar dos mais de seis mil alqueires de terra, o café era cultivado em 260 alqueires. Mesmo assim, a fazenda estava inserida entre os maiores produtores do grão no Estado. 
Plantava-se também muito cereal e cana-de-açúcar. A fazenda tinha 56 empregados brasileiros e 1.610 imigrantes em 452 casas. A ideia de Martinico Prado era desenvolver a criação de uma cidade, que se chamaria Vila Albertina, o nome de sua esposa.
“A fazenda era um portento”, diz Wilson Montanheiro, 79 anos, o autor do hino do município, e grande conhecedor dos primórdios de Guatapará. Segundo ele, o nome de Vila Albertina só não pegou, em razão da existência de um porto, também chamado Guatapará, único meio de acesso à região. A fazenda produzia café e era uma “cidade”; tinha cinema, dentista, médico e um palacete.
Em 1901, quando a Companhia Paulista de Estradas de Ferro assentou trilhos na vila – a Paulista ligava Barretos a São Paulo, com baldeação em Araraquara – sacramentou-se o nome de Guatapará. Segundo Montanheiro, é provável que naquele ano a vila já reunisse mais de dois mil habitantes.

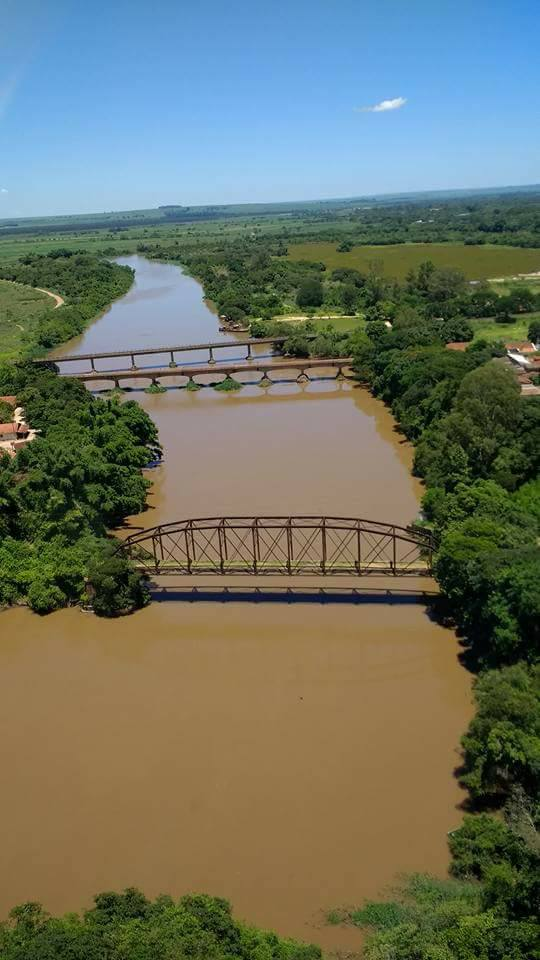
Pontes sobre o rio Mogi - Guaçu na cidade de Guatapará-SP

### Progressista
Em um dos sites sobre a história de Guatapará (assinado por Eduardo Vieira), consta que, no começo, a vila tinha uma farmácia com remédios, alguns importados da Itália, e antissépticos. O responsável era Joaquim Miranda Alves. O único médico era o dr. Guizzo, italiano formado em Nápoles.
Havia também uma escola ítalo-brasileira, um comércio de alimento, mercearia, leiteria, hotel, igreja e o cemitério. A população era de 2.074 almas, 1.162 de nacionalidade italiana, 111 brasileiras, 301 de outras nacionalidades. Só tinha um problema: não se conseguia chegar facilmente a Ribeirão Preto.
O fundador Martinico Prado 
Em 1905, quando circulou pela primeira vez, a preocupação manifesta dos moradores de Guatapará “no sentido de o quanto antes estabelecer uma via rápida de comunicação entre a cidade e aquele futuroso bairro”.
A primeira estrada ligando Ribeirão-Guatapará começava na mata de Santa Tereza e embrenhava-se se por várias fazendas como a Boa Vista, Labaredo, Resfriado e Aparecida.
“Era um terror. Em época de chuva, como agora, dificilmente se completava o percurso”, diz Wilson.
Mas havia uma explicação para a demora de melhorias na estrada.
É que já a partir de 1910, os moradores de Guatapará usavam a Companhia Paulista, via Barrinha, para chegar a Ribeirão. Inclusive, encomendas eram despachadas por trem.

### Criação do distrito
Em 1938, o governo federal determinou que Estados e municípios regularizassem e demarcassem suas divisas. Coube ao então prefeito de Ribeirão, Fábio Barreto, em 30 de novembro do mesmo ano, criar o distrito de Guatapará, com sede localizada na fazenda.
O primeiro subprefeito de Guatapará foi Hermínio Felix Bonfim. Wilson Montanheiro foi funcionário da subprefeitura de Guatapará durante 36 anos. Em 1979, durante três, interinamente, exerceu o cargo de subprefeito.

### Criação do município
O distrito tentou se emancipar e ser transformado em município três vezes, as duas primeiras nos anos de 1963 e 1979, não obtendo êxito. Em 1988 o distrito entrou com um novo pedido na Assembleia Legislativa de São Paulo, sendo aprovado o plebiscito para escolher seu destino, que foi realizado na terceira administração de Welson Gasparini (1989-1992) em 5 de novembro de 1989. Decidiu se emancipar de Ribeirão Preto e foi criado através da lei n° 6.645 de 9 de janeiro de 1990. A primeira eleição municipal só aconteceria três anos depois. Em 1993, Norberto Selli (PDS) conhecido como BELIM, líder emancipacionista, tornou-se o primeiro prefeito.

## Geografia
Localiza-se a uma latitude 21º29'48" sul e a uma longitude 48º02'16" oeste. Possui uma área de 412,637 km².

## Demografia

### População
| Crescimento populacional                             | Crescimento populacional | Crescimento populacional | Crescimento populacional |
| Ano                                                  | População Total          |                          | %±                       |
| ---------------------------------------------------- | ------------------------ | ------------------------ | ------------------------ |
| 2000                                                 | 6 371                    |                          | —                        |
| 2010                                                 | 6 966                    |                          | 9,3%                     |
| 2022                                                 | 7 320                    |                          | 5,1%                     |
| Est. 2024                                            | 7 462                    | [ 8 ]                    | 1,9%                     |
| Fontes: Censos Demográficos IBGE e Estimativas SEADE |                          |                          |                          |

### Dados demográficos
Dados do Censo - 2022
População total:7.320
Densidade demográfica (hab./km²): 15,44
Mortalidade infantil até 1 ano (por mil): 13,50
Expectativa de vida (anos): 72,53
Taxa de fecundidade (filhos por mulher): 2,88
Taxa de alfabetização: 87,52%
Índice de Desenvolvimento Humano (IDH-M): 0,743
- IDH-M Renda: 0,724
- IDH-M Longevidade: 0,822
- IDH-M Educação: 0,688

(Fonte: PNUD/2010)

### Etnias
| Cor/Raça         | Percentagem |
| ---------------- | ----------- |
| Branca           | 48,9%       |
| Negra            | 7,2%        |
| Parda            | 40,4%       |
| Amarela/Indigina | 0,1%        |

Fonte: Censo 2022

## Política e administração
Prefeito: Ailton Aparecido da Silva, MDB (2025/2028);
Vice-Prefeito: Angelo dos Santos Silva, MDB (2025/2028;
Presidente da Câmara: Francisco Fredieno Filho, REPUBLICANOS

Composição Câmara de Vereadores 2025-2028
- FRANCISCO FREDIANO FILHO (REPUBLICANOS)
- CESAR BRUNO CASTELHANO BOMFIM (PP)
- JAIR GIL CORRAL (MDB)
- IVONIR BORGHEZAN (PSD)
- OSMAR DE AZEVEDO (PL)
- RONALDO CLEBER GONÇALVES (MDB)
- CLAUDEMIR VICENTE BRAMBILLA (REPUBLICANOS)
- JOÃO ANSELMO MIRANDA (PL)
- SUELI LUCAS BATISTA CARRILLE (PP)

## Infraestrutura

### Comunicações
O sistema de telefones automáticos foi inaugurado na cidade pela Centrais Telefônicas de Ribeirão Preto (CETERP), que também implantou o sistema de discagem direta à distância (DDD) com o código de área (016).

## Cultura e lazer

### Esportes
- Teve sua primeira participação em uma competição oficial de futsal em 2000, representada pela equipe Isa Futsal Clube.
- Já participou do campeonato paulista de futebol disputando a terceira divisão.
- Teve como primeiro campeão municipal por um torneio oficial o time Esporte Clube Guatapará conhecido principalmente como (Timão).
- O município também foi palco da primeira luta de sumô realizada no Brasil.

## Religião

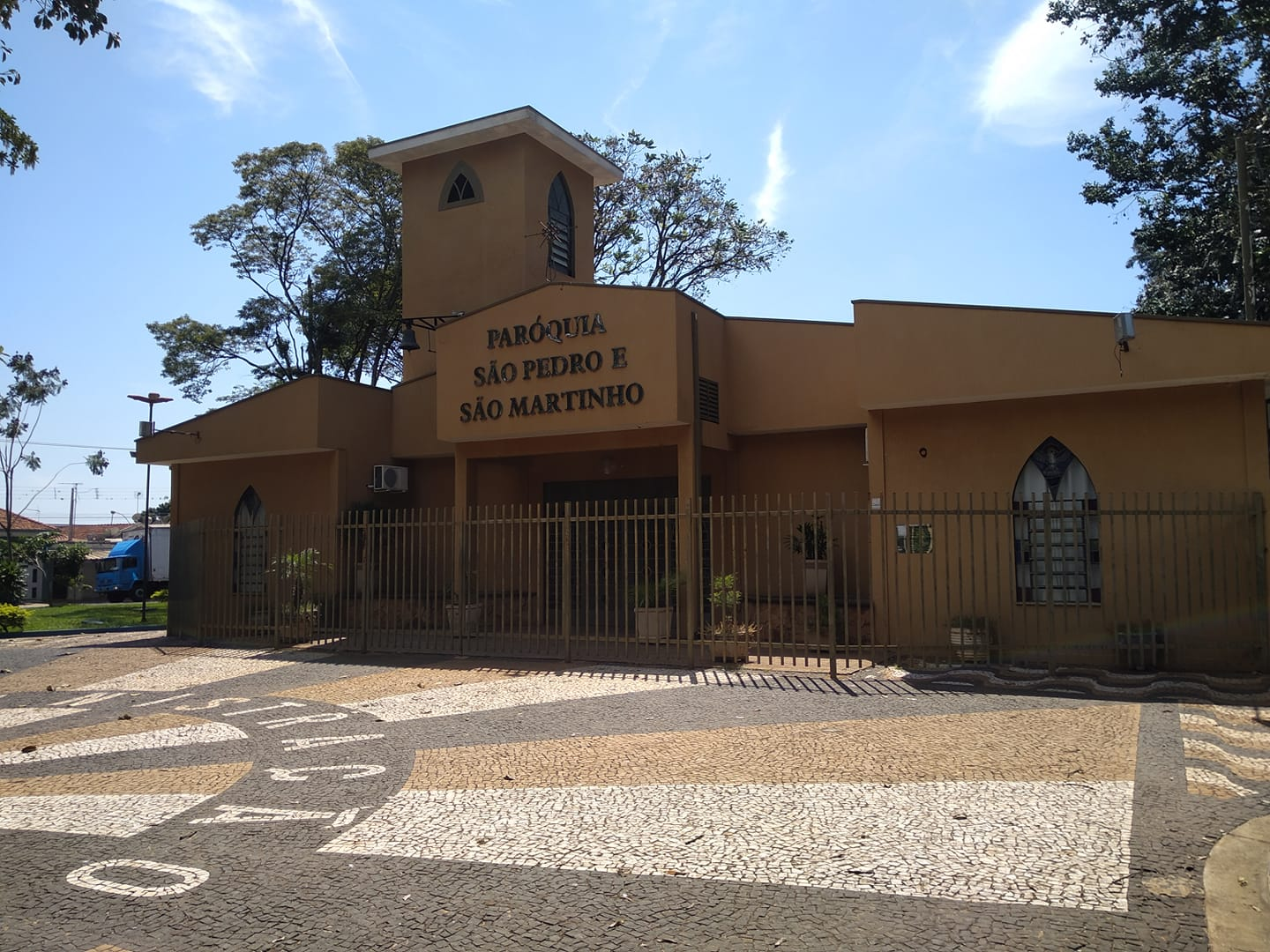
Paróquia São Pedro e São Marinho.

O Cristianismo se faz presente na cidade da seguinte forma:

### Igreja Católica
- A igreja faz parte da Arquidiocese de Ribeirão Preto.[17]

### Igrejas Evangélicas
Entre as igrejas protestantes históricas, pentecostais e neopentecostais, encontram-se na cidade:
- Assembleia de Deus Ministério do Belém.[20][21]
- Congregação Cristã no Brasil.[22]